# STS-79
La STS-79 è una missione spaziale del Programma Space Shuttle.
È stata la prima missione dello Space Shuttle ad agganciarsi alla Mir da quando è stato terminato l'assemblaggio.

## Equipaggio
- William F. Readdy (3) - Comandante
- Terrence W. Wilcutt (2) - Pilota
- Thomas D. Akers (4) - Specialista di missione
- Jay Apt (4) - Specialista di missione
- Carl E. Walz (3) - Specialista di missione
- John E. Blaha (5) - Specialista di missione

Tra parentesi il numero di voli spaziali completati da ogni membro dell'equipaggio, inclusa questa missione.

## Parametri della missione
- Massa:
  - Spacehab-Double Module 4.774 kg
  - Orbiter Docking System 1.821 kg
- Perigeo: 368 km
- Apogeo: 386 km
- Inclinazione orbitale: 51.7°
- Periodo: 1 ora, 32 minuti, 5 secondi